# Пиесис, Гунар
Гу́нар Пи́есис (латыш. Gunārs Piesis, 19 июня 1931 — 9 февраля 1996) — советский и латвийский режиссёр игрового и документального кино. Заслуженный деятель искусств Латвийской ССР (1976).

## Биография
Родился в Риге. Окончил отделение декоративной скульптуры Рижского училища прикладных искусств (1955), режиссёрский факультет ВГИКа (1962, мастерская Александра Довженко и Михаила Чиаурели). После окончания работал на Рижской киностудии.
Если не считать студенческой ленты «Верба серая цветет» (1961), режиссёром игрового кино стал в 1971, до этого кинодокументалист и автор сюжетов в киножурналах. Из некоторых его работ можно отметить документальные ленты «Память земли», «Святослав Рихтер» и очень красивую «Рижские парки».
Яркий художник, Гунар Пиесис специализировался на экранизации литературных произведений, сказок и фильмах о природе. Автор сценария многих своих фильмов. Лента «Вей, ветерок!», по пьесе в стихах Райниса, стала лауреатом Всесоюзного фестиваля в 1974, молодёжная драма «Твой сын» в 1979. Особый успех выпал на долю экранизации пьесы-сказки Анны Бригадере «Спридитис» (встречается вариант перевода «Мальчик-с-пальчик»). Эта совместная с чехословацкой студией «Баррандов» работа взяла призы на Фестивале детских фильмов в Таллине и Всесоюзном кинофестивале в Тбилиси (оба 1987), а также на Международном Фестивале детских и юношеских фильмов в Буэнос-Айресе (1988).
В 1990 из-за практической остановки производства, ушёл со студии, умер в Риге в 1996.

## Фильмография
- 1961 — Репортаж из Салацгривы — документальный, режиссёр, соавтор сценария.
- 1962 — Шаги нового — документальный, режиссёр.
- 1965 — Память земли — документальный, режиссёр, автор сценария.
- 1967 — Святослав Рихтер. Вторая встреча — документальный, режиссёр, соавтор сценария.
- 1967 — Молодёжь и музыка — документальный, режиссёр.
- 1969 — Студенты — документальный, режиссёр, автор сценария.
- 1969 — Рижские парки — документальный, режиссёр, автор сценария.
- 1969 — Четвёртые международные студенческие — документальный, режиссёр, автор сценария.
- 1971 — В тени смерти — режиссёр, автор сценария
- 1974 — Вей, ветерок! — режиссёр, автор сценария
- 1978 — Твой сын — режиссёр, автор сценария
- 1978 — Мужские игры на свежем воздухе — сорежиссёр
- 1981 — Игра — режиссёр
- 1981 — На грани веков — режиссёр, автор сценария
- 1985 — Мальчик-с-пальчик — режиссёр, автор сценария
- 1990 — Майя и Пайя — режиссёр